# فرانچسکو فاریولی
فرانچسکو فاریولی (انگلیسی: Francesco Farioli؛ زادهٔ ۱۰ آوریل ۱۹۸۹) سرمربی فوتبال اهل ایتالیا است که در حال حاضر هدایت تیم فوتبال پورتو برعهده دارد.

## آمار مربی‌گری
تا تاریخ ۲۲ سپتامبر ۲۰۲۳
| تیم          | کشور   | از             | تا             | آمار | آمار | آمار | آمار | آمار | آمار | آمار | آمار  |
| تیم          | کشور   | از             | تا             | ب.   | پ.   | م.   | ش.   | گ. ز | گ. خ | ت. گ | ٪ برد |
| ------------ | ------ | -------------- | -------------- | ---- | ---- | ---- | ---- | ---- | ---- | ---- | ----- |
| فاتح قره‌گمرک | ترکیه  | ۲۲ مارس ۲۰۲۱   | ۱۶ دسامبر ۲۰۲۱ | ۲۷   | ۱۱   | ۸    | ۸    | ۴۳   | ۳۹   | ۴+   | ۰۴۱   |
| آلانیا اسپور | ترکیه  | ۳۱ دسامبر ۲۰۲۱ | ۲۷ فوریه ۲۰۲۳  | ۴۸   | ۲۰   | ۱۲   | ۱۶   | ۸۲   | ۷۶   | ۶+   | ۰۴۲   |
| نیس          | فرانسه | ۳۰ ژوئن ۲۰۲۳   | اکنون          | ۶    | ۳    | ۳    | ۰    | ۸    | ۴    | ۴+   | ۰۵۰   |
| مجموع        | مجموع  | مجموع          | مجموع          | ۸۱   | ۳۴   | ۲۳   | ۲۴   | ۱۳۳  | ۱۱۹  | ۱۴+  | ۰۴۲   |